# Prezentki
Zgromadzenie Panien Ofiarowania Najświętszej Maryi Panny (łac. Congregatio Virginum a Praesentatione Beatae Mariae Virginis) – żeńskie zgromadzenie zakonne powstałe w 1627 roku w Krakowie. Jego założycielką była Zofia Czeska. Nazwa pochodzi od łacińskiego terminu praesentatio – ofiarowanie. Klasztory sióstr prezentek funkcjonują w Rohatynie i Trembowli w archidiecezji lwowskiej na Ukrainie oraz w Rzymie.
28 lipca 2016 r. kościół św. Jana przy klasztorze i liceum sióstr prezentek w Krakowie odwiedził papież Franciszek, który modlił się przy relikwiach Matki Czeskiej.

## Działalność na rzecz młodzieży
Siostry prezentki prowadzą również szkoły, przedszkola, dom dziecka oraz dom pomocy społecznej:
- Publiczne Liceum Ogólnokształcące oraz Publiczna Szkoła Podstawowa w Krakowie, ul. św. Jana 7 (SP powstała z przekształcenia Gimnazjum nr 53 w wyniku reformy edukacji);
- Liceum Ogólnokształcące im. św. Jana Pawła II przy ul. ks. Jałowego 1 oraz Szkoła Podstawowa im. św. Jana Pawła II Sióstr Prezentek przy ul. płk. Lisa-Kuli 13 w Rzeszowie (analogicznie, SP rozpoczęła działalność w 2019 r. w zamian za zlikwidowane Gimnazjum Sióstr Prezentek);
- przedszkola w Bukownie, Świdnicy i Warszawie;
- Dom Dziecka w Łukowicy;
- Do 2023 prowadziły Dom Pomocy Społecznej w Jordanowie[4].

W szkołach prowadzonych przez zgromadzenie obowiązuje rygorystyczny strój szkolny, w tym charakterystyczne „marynarskie” mundurki dla dziewcząt.

## Przypadki znęcania się nad dziećmi
W czerwcu 2022 r. w wyniku przeprowadzonego śledztwa dziennikarskiego ujawniono przypadki znęcania się psychicznego i fizycznego nad niepełnosprawnymi podopiecznymi DPS sióstr prezentek w Jordanowie. W artykule „Piekło u zakonnic. Bicie, wiązanie, zamykanie w klatce. Horror dzieci w DPS pod Krakowem” opublikowanym przez portal Wirtualna Polska przytoczone zostały przypadki wulgarnych wyzwisk oraz kar cielesnych, takich jak bicie kijem od miotły, policzkowanie, przywiązywanie dzieci na noc do łóżek i zamykanie w klatce. Zakonnice dopuszczały się również bicia i kopania podopiecznej. 10 czerwca 2022 Prokuratura Rejonowa w Suchej Beskidzkiej postawiła zarzuty dwóm pracownicom DPS – Bożenie K. (siostra Alberta) zarzut znęcania się oraz naruszenia nietykalności cielesnej oraz Bronisławie G. (siostra Bronisława) zarzut utrudniania śledztwa; żadna z podejrzanych nie przyznała się do winy.
O przemocy w ośrodku sióstr prezentek w Jordanowie pisała również we wspomnieniach Kora (Olga Sipowicz), która w latach 60. XX w. spędziła tam razem z siostrą pięć lat: Zakonnice były dla nas w patologiczny sposób okrutne. Biły, wykręcały uszy, kazały – jak w bajce – klęczeć na grochu, znęcały się psychicznie. Miałam tak powykręcane, naderwane uszy, że dosłownie zwisały mi z głowy. Pod koniec tygodnia gromadziły nas wszystkie i było publiczne pokazywanie rajstop. Miały być białe, ale przecież po tygodniu używania nie mogły być białe! I kara. Jeśli same nas nie biły, to starsze dziecko miało bić młodsze. Nie miałyśmy imion. Nikt nie wołał na mnie: Oleńko albo Gwiazdeczko, jak nazywała mnie mama. Byłam numerem osiem. Osierocone dziewczynki zakonnice rozdzieliły i zakazały im kontaktów między rodzeństwem.